# Triumph Tiger 800
Die Triumph Tiger 800 ist ein Motorradmodell der englischen Motorradmarke Triumph Motorcycles. Die Reiseenduro wurde seit 2010 in zwei Varianten in England sowie in Thailand gefertigt.

## Varianten
Zu Beginn wurden zwei Varianten angeboten.
- Das Grundmodell ohne weiteren Namenszusatz ist als Motorrad für den Alltag und Touren gedacht; es baut mit kürzerem Federweg tiefer und soll in erster Linie auf befestigten Straßen benutzt werden.
- Die Variante mit der Zusatzbezeichnung „XC“ (cross country) unterscheidet sich davon durch Speichenräder, von denen das vordere größer ist als bei der Straßenvariante, Stollen-Bereifung und längere Federwege, welche das Motorrad auch für den Offroad-Einsatz geeignet machen sollen.

Beide Modelle waren optional mit abschaltbarem Antiblockiersystem (ABS) und umfangreichem Zubehör erhältlich.
Mit dem Modelljahr 2015 wurde die Tiger 800 grundlegend überarbeitet. Rahmen, Fahrwerk und Grundkonzept blieben gleich, aber neben Detailänderungen im Komfort (Bedienung des Bordcomputers, Einstellbarkeit des Windschilds etc.) wurde insbesondere die Motorsteuerung zu einem modernen Konzept weiterentwickelt. Eine Ride-by-Wire-Gasregelung ermöglicht verschiedene Motormappings, Geschwindigkeitsregelanlage, Traktionskontrolle und andere Features.
Ab 2018 erhielt die Straßenvariante den Zusatz XR und wurde in vier Untervarianten angeboten:
- XR: Grundmodell
- XRx: zusätzlich TFT-Farbbildschirm, hinterleuchtete Bedienelemente, fünffach verstellbare Windschutzscheibe und vier Fahrmodi
- XRx low: wie XRx, aber mit niedrigerer Sitzhöhe (verstellbar)
- XRt: gegenüber der XRx weiter Ausstattungsmerkmale wie fünf Fahrmodi, Sitz und Griffheizung.

Die XC-Variante erhielt die Untervarianten XCx und die etwas höherwertig ausgestattete XCa.
Alle Varianten teilen sich dieselbe Plattform.
Ab dem Modelljahr 2020 wurde die Tiger 800 durch die Tiger 900 abgelöst. Im Gegensatz zu der Modellpflege 2015 und 2018 handelt es sich dabei um ein völlig neu konzipiertes Motorrad.

## Zur Entstehung
Die Idee zur „kleinen Tiger“ unter der 1050er stammt von 2007. Der charakteristische Entenschnabel, die Doppelscheinwerfer, die Silhouette und das Farbschema ähneln der BMW F 800 GS. Es wird auch nicht bestritten, dass unter anderen die „kleine“ GS bei der Entwicklung Pate stand. Viele der stilbildenden Elemente der GS wurden nicht von BMW eingeführt, so entstammt der Entenschnabel der Suzuki DR Big 750 S. Auch blickt Triumph auf eine lange Historie im Offroad-Sektor zurück und hat nach dem zwischenzeitlichen Aus für die ganze Firma, seit Anfang der 1990er wieder Tiger-Modelle in Portfolio.

## Konstruktion
Der flüssigkeitsgekühlte Dreizylindermotor erzeugt aus 799 cm³ Hubraum eine Nennleistung von 70 kW (95 PS) und ein maximales Drehmoment von 79 Nm bei einer Drehzahl von 7850 min−1. Die drei Zylinder haben eine Bohrung von 74 mm Durchmesser, die Kolben einen Hub von 61,9 mm bei einem Verdichtungsverhältnis von 11,1:1. Im Zylinderkopf des quer eingebauten Reihenmotor rotieren zwei kettengetriebene, obenliegende Nockenwellen, welche über Kipphebel zwei Einlass- und zwei Auslassventile ansteuern.
Das Motorrad beschleunigt in 4,3 Sekunden von 0 auf 100 km/h und erreicht eine Höchstgeschwindigkeit von 210 km/h. Die Zeitschrift Motorrad hat in einem Langstreckentest über 50.000 km einen durchschnittlichen Kraftstoffverbrauch von 5,8 Litern je 100 Kilometer gemessen.

## Technische Daten
Angaben des Herstellers Stand Oktober 2011:
|                                                     | Tiger 800 | Tiger 800XC |
| Motor und Kraftübertragung                          | Motor und Kraftübertragung | Motor und Kraftübertragung |
| --------------------------------------------------- | --- | --- |
| Typ                                                 | Flüssigkeitsgekühlter Reihendreizylinder mit zwei obenliegenden Nockenwellen                                                                 | Flüssigkeitsgekühlter Reihendreizylinder mit zwei obenliegenden Nockenwellen                                                                 |
| Hubraum                                             | 799 cm³ | 799 cm³ |
| Bohrung/Hub                                         | 74,0 × 61,9 mm | 74,0 × 61,9 mm |
| Einspritzung                                        | Sequentielle Multipoint-Einspritzung | Sequentielle Multipoint-Einspritzung |
| Auspuff                                             | 3-in-1-Edelstahlanlage mit seitlich montiertem Edelstahl-Schalldämpfer                                                                       | 3-in-1-Edelstahlanlage mit seitlich montiertem Edelstahl-Schalldämpfer                                                                       |
| Sekundärantrieb                                     | X-Ring-Kette | X-Ring-Kette |
| Kupplung                                            | Mehrscheiben-Ölbad | Mehrscheiben-Ölbad |
| Getriebe                                            | 6-Gang | 6-Gang |
| Ölfüllmenge                                         | 3,7 Liter | 3,7 Liter |
| Chassis, Fahrwerk und Instrumente                   | | |
| Rahmen                                              | Stahl-Gitterrohrrahmen | Stahl-Gitterrohrrahmen |
| Schwinge                                            | Leichtmetall-Zweiarmschwinge | Leichtmetall-Zweiarmschwinge |
| Rad Front                                           | Leichtmetallrad, 10-Speichen, 19 × 2,5 Zoll                                                                                                  | Speichenrad, 36-Speichen, 21 × 2,5 Zoll, Aluminiumfelge                                                                                      |
| Heck                                                | Leichtmetallrad, 10-Speichen, 17 × 4,25 Zoll                                                                                                 | Speichenrad, 32-Speichen, 17 × 4,25 Zoll, Aluminiumfelge                                                                                     |
| Reifen Front                                        | 100/90 ZR 19 | 90/90 ZR 21 |
| Heck                                                | 150/70 ZR 17 | 150/70 ZR 17 |
| Aufhängung Front                                    | 43 mm Showa-Upside-Down-Gabel, 180 mm Federweg                                                                                               | 45 mm Showa-Upside-Down-Gabel, 220 mm Federweg                                                                                               |
| Heck                                                | Showa-Monoshock-Federbein, hydraulisch einstellbare Federbasis, 170 mm Federweg                                                              | Showa-Monoshock-Federbein mit Ausgleichsbehälter, hydraulisch einstellbare Federbasis, einstellbare Zugstufendämpfung, 215 mm Federweg       |
| Bremsen Front                                       | 2 × 308 mm schwimmende Bremsscheiben, Nissin-2-Kolben-Schwimmsättel (ABS optional)                                                           | 2 × 308 mm schwimmende Bremsscheiben, Nissin-2-Kolben-Schwimmsättel (ABS optional)                                                           |
| Heck                                                | 255-mm-Bremsscheibe, Nissin-1-Kolben Schwimmsattel (ABS optional)                                                                            | 255-mm-Bremsscheibe, Nissin-1-Kolben Schwimmsattel (ABS optional)                                                                            |
| Instrumente/Funktionen                              | Multifunktionales LCD-Instrument mit digitalem Tacho, analogem Drehzahlmesser, Tageskilometeranzeige, Ganganzeige, ABS-Deaktivierung und Uhr | Multifunktionales LCD-Instrument mit digitalem Tacho, analogem Drehzahlmesser, Tageskilometeranzeige, Ganganzeige, ABS-Deaktivierung und Uhr |
| Abmessungen und Kapazitäten                         | | |
| Länge                                               | 2.215 mm | 2.215 mm |
| Breite (Lenker)                                     | 795 mm | 865 mm |
| Höhe ohne Spiegel                                   | 1.350 mm | 1.390 mm |
| Sitzhöhe                                            | 810–830 mm | 845–865 mm |
| Radstand                                            | 1.530 mm | 1.545 mm |
| Lenkkopfwinkel                                      | 23,9° | 24,3° |
| Nachlauf                                            | 92,4 mm | 95,3 mm |
| Tankinhalt                                          | 19,0 Liter | 19,0 Liter |
| Gewicht (fahrfertig)                                | 210 kg | 215 kg |
| Leistung (gemessen an der Kurbelwelle nach 95/1/EC) | | |
| Maximale Leistung                                   | 70 kW (95 PS) bei 9.300/min | 70 kW (95 PS) bei 9.300/min |
| Maximales Drehmoment                                | 79 Nm bei 7.850/min | 79 Nm bei 7.850/min |

## Zubehör (aus dem 2011er Zubehörkatalog des Herstellers)

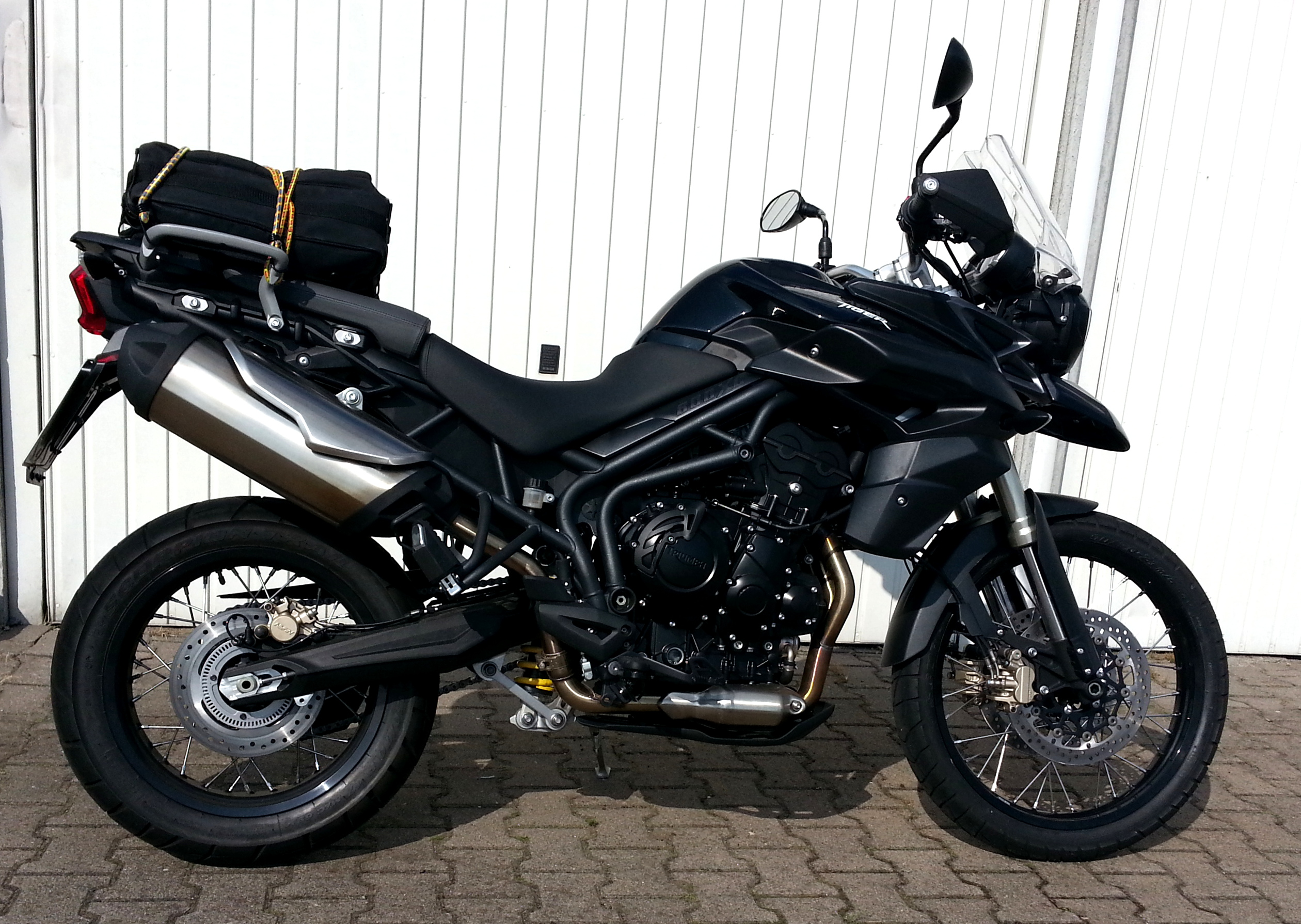
Triumph Tiger 800 XC, Phantom black

Triumph folgt bei den Tiger-Modellen dem Trend zu immer umfangreicherem Zubehör:
- Antiblockiersystem (ABS)
- Hauptständer
- Alarmanlage (Wegfahrsperre in Deutschland Serie)
- Seitenkoffer
- Topcase
- Schalldämpfer-Kit
- Zusatz-Nebelscheinwerfer
- Motorsturzbügel
- Heizgriffe
- CNC-Hebel in verschiedenen Längen oder verstellbar
- niedrige Sitzbank
- Gel-Sitzbank / Gel-Beifahrersitz
- Ölwannenschutz
- verschiedene Sozius-Sitztaschen
- Reifendruckkontrolle
- Hohe, verstellbare Frontscheibe
- Gepäckbrücke
- verschiedene Tankrucksäcke
- Front-Paddockständer
- Bügelschloss (für Aufbewahrung unter dem Sitz)
- Koffertaschen
- hochgezogenes Front-Schutzblech
- Oversize-Lenker in schwarz
- Handschützer
- Gepäckrolle
- GPS-Halter
- Aluminium-Kühlerset
- Bremsflüssigkeitsbehälter hinten
- Topcase-Rückenpolster
- Hauptscheinwerfer-Schutz
- Schnellverstellung für Frontscheibe
- Gummi-Tankpad
- 12-V-Steckdose
- Schwingenabdeckung

## Kritiken
„Der neue Dreizylinder agiert nicht so gierig wie sein kleiner Bruder. Das lüsterne Hochdrehen und die Drehzahlsucht des 675ers sind dem 800er-Aggregat fremd. Es mag daran liegen, dass er langhubiger ausgelegt ist, 85 Prozent aller Bauteile neu gezeichnet wurden und die Schwungmasse wahrscheinlich auch größer ist. […] Zwischen 2000/min und 9500/min sollen immer über 70 Newtonmeter zur Verfügung stehen, die Maximalleistung von 95 PS liefert der Dreizylinder bei 9300 Umdrehungen. Das wirkt durchaus glaubwürdig. Es liest sich vielleicht merkwürdig, aber durch seine vorbildliche Elastizität lässt sich die Tiger fast wie ein Elektromobil fahren.“

„Egal wie der Untergrund auch aussieht, der Motor der Tiger lässt sich präzise dosieren, hängt seidenweich am Gas und kann in einem überaus breitem Drehzahlband gefahren werden. Schlechte Nachrichten übrigens für Motorradfreaks die "charakterstark" mit Motorvibrationen verbinden. Für sie wird die Tiger 800 auch in der XC Variante ein seelenloses Wesen sein. […] Doch stehend in den Rasten offenbarte sich mir der einzige konzeptionelle Nachteil des Motors. Zum einen ist der Schwerpunkt des Fahrzeuges höher als bei Boxern oder Einzylindern. Andererseits ist das Motorrad im Bereich der Sitzbank zwar schmal, vorne im Bereich des Zylinderkopfes jedoch breiter als man es von solchen Motorrädern gewohnt ist.“

„Die erste echte Reise-Enduro von der Insel ist ein gutes Motorrad. Sie orientiert sich deutlich an der – in Summe – noch etwas besseren BMW. Beide Maschinen bieten alles für den großen Fahrspaß. Die Triumph ist günstiger beim Kauf, die BMW fährt dafür billiger“

„Die Triumph Tiger 800 XC ABS liefert einen insgesamt bulligen und markanten Auftritt. Sie zeigt unmissverständlich, dass sie ohne Sorge dort eingesetzt werden kann, wo die eigentliche Bestimmung von Fahrzeugen des Enduro-Segments liegt. Dennoch mangelt es der Engländerin nicht an Eleganz, was sie überdies auch im ganz normalen städtischen Umfeld nutzbar macht.“

„Im Fahrbetrieb überzeugen aber noch mehr die 79 Nm Drehmoment, die der Motor geschmeidig und bereits ab 1500 Umdrehungen Vortrieb vermehrend einsetzt. Der Dreizylinder geht sehr weich ans Gas, setzt Befehle spontan und exakt um und erfreut dabei mit erstaunlicher Gleichförmigkeit der Leistungsabgabe bis hoch an 9000 Touren. Damit ergibt sich ein unheimlich breites nutzbares Drehzahlband, mit dem der Triple auch noch im sechsten Gang ohne zu murren gemütlich durch verwinkelte Dörfer rollt.“